# Oculocornia
Oculocornia (Oliger, 1985) è un genere di ragni appartenente alla famiglia Linyphiidae.

## Distribuzione
L'unica specie oggi attribuita a questo genere è stata rinvenuta nella Russia orientale: è un endemismo del Territorio del Litorale.

## Tassonomia
A dicembre 2011, si compone di una specie:
- Oculocornia orientalis Oliger, 1985[3] — Russia